# 버지니아 주하원 직장
버지니아 주하원 직장(Mace of the Virginia House of Delegates)은 미국의 버지니아 주하원을 상징하는 직장이다.

## 첫 직장
직장은 본래 영국에서 시작하였던 웨스트민스터 정치체제의 전통이다. 즉 직장은 군주의 권위를 상징한다. 버지니아 주하원의 첫 직장은 1700년 총독이 버지니아 식민지의 의회에게 선사하였던 은제 직장을 사용하였다. 그리고 나서 미국 독립 선언과 식민지에서 주로 개헌하였던 이후로 직장은 버지니아 주하원 안에서 군주의 권위가 아닌 주정부의 권위를 상징하게 되었다. 1792년 영국의 군주제에서 쓰이는 의례적인 상징물이 공화제를 표방하는 기관에서 쓰이는 불일치성을 검토하면서 주하원은 옛 직장을 폐기하는 법안을 통과하여 주상원과 주하원의 새로운 직장 두 개를 구입하였다. 주하원에서 실행하였던 동의는 "왕의 화려함의 표시가 있을 수 없을 정도로 공화주의 정부의 원칙과 부합하지 않다"라고 설명하였다.
2년 뒤 주하원이 사용할 직장을 설계하는 노력이 있었다.